# Li Su-gil
Li Su-gil (* 3. Juli 1964) ist ein ehemaliger nordkoreanischer Kunstturner. Bei den Asienspielen 1982 konnte Li die Goldmedaille an den Ringen sowie zwei weitere Bronzemedaillen gewinnen.

## Karriere
Li Su-gil nahm an den Olympischen Sommerspielen 1980 in Moskau teil. Gemeinsam mit Cho Hun, Han Gwang-song, Kang Gwang-song, Kim Gwang-jin und Song Sun-bong belegte er im Mannschaftsmehrkampf den neunten Rang. Darüber hinaus erreichte der Nordkoreaner folgende Platzierungen:
- Einzelmehrkampf: 61. Platz
- Boden: 55. Platz
- Sprung: 51. Platz
- Barren: 53. Platz
- Reck: 53. Platz
- Ringe: 57. Platz
- Pauschenpferd: 64. Platz